# Francesco Luigi di Borbone-Conti
Francesco Luigi di Borbone, detto le Grand Conti (Parigi, 30 aprile 1664 – Parigi, 9 febbraio 1709), è stato il terzo principe di Conti dal 1685.
Figlio di Armando di Borbone-Conti (1629-1666), primo principe di Conti, e di Anna Maria Martinozzi-Mancini (1637 – 1672, nipote del cardinale Mazarino), era conte di La Marche, conte di Clermont, principe di La Roche-sur-Yon. Divenne il 3º principe di Conti alla morte del fratello Luigi-Armando I di Borbone-Conti, avvenuta il 9 novembre 1685.

## Biografia
Fratello cadetto di Luigi-Armando I di Borbone-Conti (1661-1685), 2º principe di Conti, ebbe come padrini di battesimo lo zio Grand Condé e come madrina la zia, la duchessa di Longueville.
Considerato un ragazzo intelligente, ricevette un'eccellente istruzione e si distinse per la sua indipendenza di giudizio e le sue gradevoli maniere. Queste qualità, unite all'appartenenza ad una famiglia prestigiosa, furono giudicate “pericolose” da Luigi XIV che ne diffidò e lo tenne a distanza.  Nel 1683 partecipò con il fratello Luigi-Armando all'assedio di Courtrai e Dixmude e nell'anno successivo si distinse nell'assedio della città di Lussemburgo, ove, alla testa dei suoi granatieri, condusse l'assalto ad un bastione. Nel 1685 assistette, sempre con il fratello Luigi-Armando, i seguaci dell'imperatore d'Ungheria, contribuendo alla disfatta dei turchi a Gran.

Da là scrisse alcune lettere nelle quali si faceva burla di Luigi XIV chiamandolo «re del teatro». Le lettere furono intercettate e questa canzonatura gli procurò, al suo rientro in Francia, un temporaneo esilio nel Castello di Chantilly. Divenuto 3º principe di Conti alla morte del fratello, ottenne il 2 giugno 1686 dal re l'onorificenza di Cavaliere dell'Ordine di Santo Spirito, oltre che la qualifica di Principe di sangue reale, grazie alle istanze dello zio, il Gran Condé.
Scoppiata la Guerra della Lega di Augusta il 25 settembre 1688, Francesco Luigi partì come semplice volontario per partecipare all'assedio di Philippsbourg. Nel maggio dell'anno dopo seguì il suo amico intimo duca di Luxembourg nelle Fiandre e prese parte alla vittoria di Fleurus nel 1690. Due anni dopo partecipò all'assedio di Mons e a quello di Namur, ottenendo il grado di luogotenente generale. Partecipò alla battaglia di Neerwinden nel 1693.
Rientrato a corte con l'aureola di un gran prestigio militare entrò nelle grazie del Gran Delfino Luigi di Francia (1661-1711), il che gli permise di ottenere anche il favore del re Luigi XIV. Insieme al delfino partecipò alla campagna delle Fiandre del 1694, tornando a corte a fine settembre dello stesso anno.
Alla morte del cugino Giovanni Luigi Carlo, duca di Longueville, avvenuta quell'anno, Francesco Luigi pretese, conformemente al testamento del defunto cugino, il principato di Neuchâtel divenendo così rivale della sorella del duca, Maria d'Orléans-Longueville, duchessa di Nemours (1625-1707). Nonostante che il tribunale si fosse pronunciato a suo favore non riuscì ad ottenere dagli svizzeri l'assistenza militare richiesta e dietro ordine del re, dovette rinunciare nel 1699.
Nel 1697 Luigi XIV gli offrì il trono di Polonia, vacante dopo la morte di Giovanni Sobieski, avvenuta l'anno precedente, assicurandogli l'elezione. Francesco Luigi partì di malavoglia per il suo nuovo regno, prendendo a prestito una squadra comandata da Jean Bart. Per vincere le sue resistenze Luigi XIV gli diede 2.400.000 lire più 100.000 per le spese d'ingaggio ed equipaggiamento dei soldati. Giunto a Danzica vi trovò il suo rivale, il Principe elettore di Sassonia Augusto Il Forte già insediato sul trono e quindi ordinò alla sua squadra di tornarsene subito in Francia, ove ricevette comunque dal re una buona accoglienza.

Da quel momento il 3º principe di Conti cercò di vivere una quasi totale vita privata, dedicandosi all'abbellimento delle sue proprietà, in particolare del castello di L'Isle-Adam, ma le disfatte incontrate dalle armate francesi durante i primi tempi della Guerra di successione spagnola convinsero Luigi XIV a porre il Conti, le cui qualità militari erano tenute in gran considerazione, alla testa delle truppe inviate in Italia. Tuttavia egli cadde ammalato prima di poter raggiungere il fronte e morì a Parigi. Secondo le sue ultime volontà fu inumato vicino alla madre nella chiesa di Saint-André-des-Arcs.

## Matrimonio e figli
Con il permesso del re e con un'apposita dispensa papale, a causa delle prossimità di parentela, sposò il 28 giugno 1688 a Versailles la nipote, in linea diretta, del Gran Condé, Maria Teresa di Borbone-Condé (1666-1732), figlia di suo cugino Enrico III Giulio di Borbone-Condé (1643-1709), 5º principe di Condé e della principessa Anna Enrichetta del Palatinato (1648-1723) dalla quale ebbe:
- Maria Anna (1689-1720), detta Mademoiselle de Conti, che sposò nel 1713 Luigi-Enrico di Borbone-Condé;
- un figlio morto nell'anno di nascita (1693);
- un secondo figlio morto in giovanissima età (1694 – 1698), principe di La Roche-sur-Yon;
- Luigi Armando  (1695-1727), principe di Conti;
- Luisa Adelaide (1696-1750), detta Mademoiselle de La Roche-sur-Yon;
- una figlia deceduta giovanissima (1697 – 1699) detta Mademoiselle d'Alais;
- Luigi Francesco (1703-1704), conte d'Alais.

## Ascendenza
|                                    |   |                                   | Genitori                         |  |  | Nonni |  |  | Bisnonni                  |  |  | Trisnonni                |  |
|                                    |   |                                   |                                  |  |  |       |  |  | Enrico I di Borbone-Condé |  |  | Luigi I di Borbone-Condé |  |
|                                    |   |                                   |                                  |  |  |       |  |  | Enrico I di Borbone-Condé |  |  | Luigi I di Borbone-Condé |  |
|                                    |   | Eleonora di Roucy                 |                                  |  |  |       |  |  | Enrico I di Borbone-Condé |  |  |                          |  |
| Enrico II di Borbone-Condé         |   |                                   |                                  |  |  |       |  |  | Enrico I di Borbone-Condé |  |  |                          |  |
|                                    |   | Carlotta Caterina de La Trémoille | Luigi III de La Trémoille        |  |  |       |  |  |                           |  |  |                          |  |
|                                    |   | Carlotta Caterina de La Trémoille | Luigi III de La Trémoille        |  |  |       |  |  |                           |  |  |                          |  |
|                                    |   | Carlotta Caterina de La Trémoille | Giovanna di Montmorency          |  |  |       |  |  |                           |  |  |                          |  |
| Armando di Borbone-Conti           |   | Carlotta Caterina de La Trémoille |                                  |  |  |       |  |  |                           |  |  |                          |  |
|                                    |   | Enrico I di Montmorency           | Anneo, duca di Montmorency       |  |  |       |  |  |                           |  |  |                          |  |
|                                    |   | Enrico I di Montmorency           | Anneo, duca di Montmorency       |  |  |       |  |  |                           |  |  |                          |  |
|                                    |   | Enrico I di Montmorency           | Maddalena di Savoia              |  |  |       |  |  |                           |  |  |                          |  |
| Carlotta Margherita di Montmorency |   | Enrico I di Montmorency           |                                  |  |  |       |  |  |                           |  |  |                          |  |
|                                    |   | Luisa di Budos de Portes          | Giacomo di Budos                 |  |  |       |  |  |                           |  |  |                          |  |
|                                    |   | Luisa di Budos de Portes          | Giacomo di Budos                 |  |  |       |  |  |                           |  |  |                          |  |
|                                    |   | Luisa di Budos de Portes          | Caterina di Clérmont-Montoison   |  |  |       |  |  |                           |  |  |                          |  |
| Francesco Luigi di Borbone-Conti   |   | Luisa di Budos de Portes          |                                  |  |  |       |  |  |                           |  |  |                          |  |
|                                    | … | …                                 |                                  |  |  |       |  |  |                           |  |  |                          |  |
|                                    | … | …                                 |                                  |  |  |       |  |  |                           |  |  |                          |  |
|                                    | … | …                                 |                                  |  |  |       |  |  |                           |  |  |                          |  |
| Geronimo Martinozzi                | … |                                   |                                  |  |  |       |  |  |                           |  |  |                          |  |
|                                    |   | …                                 | …                                |  |  |       |  |  |                           |  |  |                          |  |
|                                    |   | …                                 | …                                |  |  |       |  |  |                           |  |  |                          |  |
|                                    |   | …                                 | …                                |  |  |       |  |  |                           |  |  |                          |  |
| Anna Maria Martinozzi              |   | …                                 |                                  |  |  |       |  |  |                           |  |  |                          |  |
|                                    |   | Pietro Mazarino                   | Girolamo Mazarino                |  |  |       |  |  |                           |  |  |                          |  |
|                                    |   | Pietro Mazarino                   | Girolamo Mazarino                |  |  |       |  |  |                           |  |  |                          |  |
|                                    |   | Pietro Mazarino                   | Margherita de Franchis-Passavera |  |  |       |  |  |                           |  |  |                          |  |
| Laura Margherita Mazarino          |   | Pietro Mazarino                   |                                  |  |  |       |  |  |                           |  |  |                          |  |
|                                    |   | Ortensia Buffalini                | …                                |  |  |       |  |  |                           |  |  |                          |  |
|                                    |   | Ortensia Buffalini                | …                                |  |  |       |  |  |                           |  |  |                          |  |
|                                    |   | Ortensia Buffalini                | …                                |  |  |       |  |  |                           |  |  |                          |  |
|                                    |   | Ortensia Buffalini                |                                  |  |  |       |  |  |                           |  |  |                          |  |